# Wilhelm-Strauß-Straße 18 (Mönchengladbach)

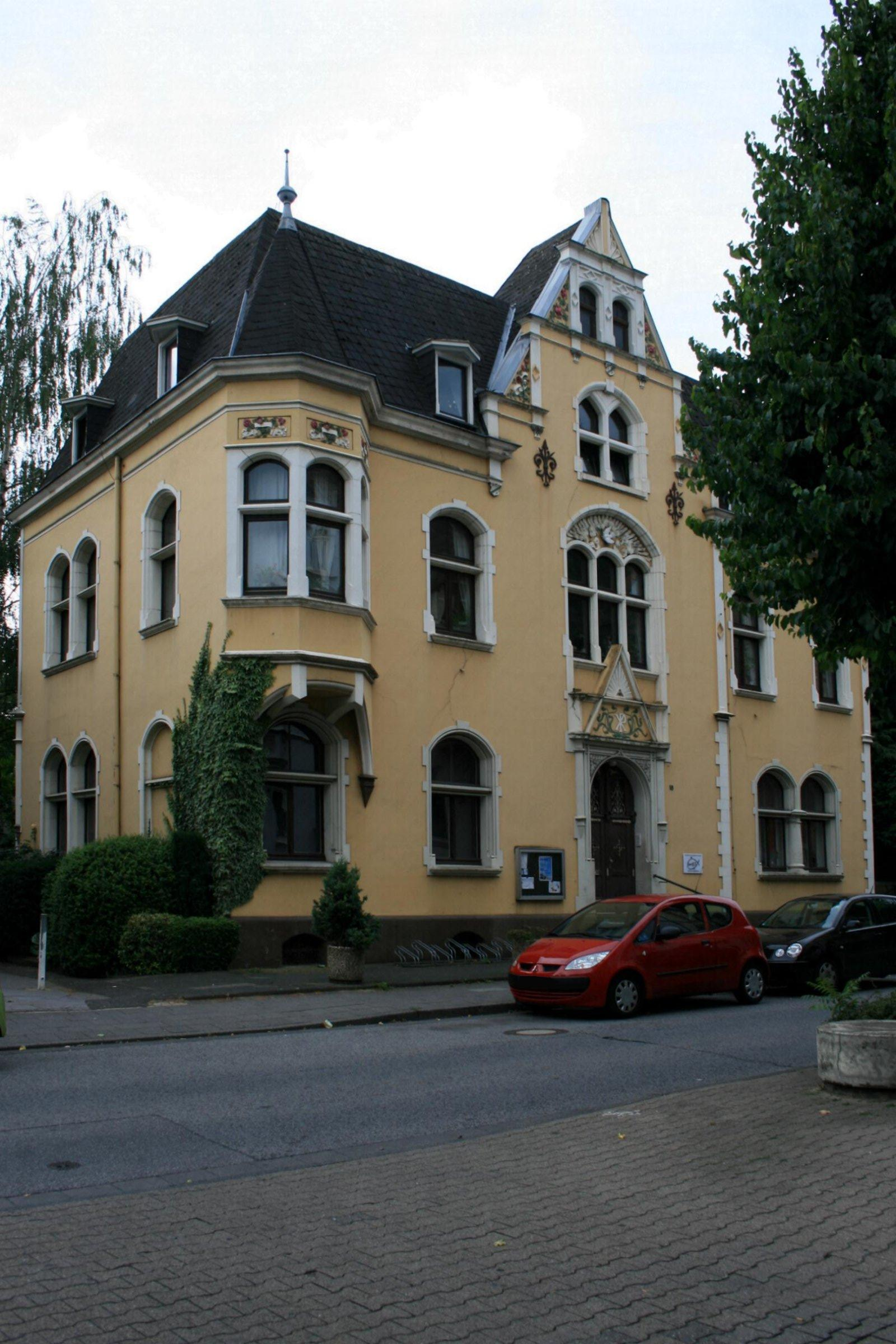
Villa/Kindergarten (2010)

Die Villa Wilhelm-Strauß-Straße 18 steht im Stadtteil Rheydt in Mönchengladbach (Nordrhein-Westfalen).
Das Gebäude wurde 1899 erbaut. Es ist unter Nr. W 036 am 17. September 1996 in die Denkmalliste der Stadt Mönchengladbach eingetragen worden.

## Architektur
Es handelt sich um ein freistehendes zweigeschossiges Wohnhaus mit Eckerker. Ein wuchtiges, die Form eines Mansarddaches variierendes Schieferdach schließt das Gebäude ab. Die Unterschutzstellung erfolgt aus architekturhistorischen und städtebaulichen Gründen.